# Établissements hospitaliers du Nord vaudois
 (avril 2022).
 (avril 2022).
Si vous disposez d'ouvrages ou d'articles de référence ou si vous connaissez des sites web de qualité traitant du thème abordé ici, merci de compléter l'article en donnant les références utiles à sa vérifiabilité et en les liant à la section « Notes et références ».
Les Établissements Hospitaliers du Nord Vaudois (eHnv) sont des hôpitaux du canton de Vaud, en Suisse, membres de la Fédération des hôpitaux vaudois.
Ils sont issus du regroupement, le 1er janvier 2005, du Centre Hospitalier Yverdon-Chamblon (CHYC) et du réseau de soins hospitaliers St-Loup-Orbe-La Vallée (resHO). Ce regroupement vise à offrir des prestations médicales et chirurgicales aux résidents habitant le long du Jura, de la Vallée de Joux au lac de Neuchâtel.

## Types de soins
Les Hôpitaux d’Yverdon-les-Bains, de Saint-Loup et de la Vallée sont des centres de soins aigus et d'urgence (soins A). Ceux de Chamblon et d'Orbe sont des Centres de traitements, de réadaptation et de soins palliatifs (soins A et B). Les hôpitaux de La Vallée et Saint-Loup assurent également une mission d’hébergement (soins C) de courte durée (motif social temporaire) ou de longue durée (pour des personnes ne pouvant plus vivre à domicile).

## Hôpital d’Yverdon-les-Bains
L'hôpital d’Yverdon-les-Bains concentre les activités à haute technicité. Il dispose de services de médecine (médecine interne et générale, soins intensifs, oncologie ambulatoire, hémodialyse et enseignement thérapeutique de diabétologie), de chirurgie (chirurgie générale, orthopédie, ORL, ophtalmologie, urologie, chirurgie vasculaire et chirurgie pédiatrique), de gynécologie et obstétrique, de pédiatrie (installé dans l’annexe du bâtiment principal et relié par une passerelle), de pédopsychiatrie (dont les médecins sont mis à disposition des eHnv par le CHUV) et d’un plateau médico-technique complet.
L'établissement engage une centaine de médecins. La capacité d’accueil de l'hôpital est de plus de 200 lits. Sur ce nombre, la pédiatrie possède 24 lits (dont 6 de néonatologie et 4 de soins continus) et la pédopsychiatrie 5 lits. Le bloc opératoire dispose de 4 salles d’opération auxquelles s'ajoutent depuis 2009 les 2 salles d'opération du Département Ambulatoire Intégré Site Yverdon (DaisY), situé au troisième étage de l’annexe du Lierre, juste derrière le bâtiment principal.
L’hôpital d’Yverdon-les-Bains garantit la prise en charge des urgences 24h sur 24 ; ce service est doté d’ambulances, d’un SMUR et d’un héliport. Il possède un service de radiologie (scanner, IRM, appareil à ultrasons) et un laboratoire.

### Historique
En 1308, le premier hôpital d'Yverdon, construit dans le quartier des Moulins, est en fait un asile, dévolu à l’accueil et au secours des nécessiteux, infirmes et indigents, ainsi qu’aux gens de passage. En 1857, une infirmerie dotée de 8 lits est aménagée à proximité du premier bâtiment. Cette structure déménage en 1874 à la rue Pestalozzi, dans des locaux plus spacieux dotés de 20 lits, puis dès 1901 dans le quartier des 4 Marronniers où une trentaine de patients peuvent être pris en charge. Des rayons X sont installés en 1918, un laboratoire dès 1927 et un service de maternité dès 1940. Deux pavillons provisoires sont ajoutés en 1965, abritant la pédiatrie et la maternité. 
Le bâtiment actuel, doté à l'époque de 160 lits, voit le jour à la rue d'Entremonts en 1988. Les besoins continuent de croître et une annexe, le Trèfle, est mise en service début 2000. Deux autres annexes voient le jour en 2006 et 2009.
L’hôpital de zone d’Yverdon se joint à celui de Chamblon en 1999 pour former le Centre Hospitalier Yverdon-Chamblon (CHYC) avant de devenir partie de l'eHnv en 2005.

## Hôpital St-Loup
L’hôpital St-Loup assure des soins aigus de médecine (médecine interne et générale, oncologie ambulatoire et enseignement thérapeutique de diabétologie) et de chirurgie (orthopédie, chirurgie du rachis, urologie et cardiologie) ainsi que des prestations d'hébergement médico-social. L'hôpital possède 140 lits dont 50 lits d'hébergement médico-social et 12 lits pour l'unité hospitalière du Centre vaudois anorexie boulimie (abC). Il est en outre doté de 3 salles d'opération. Il garantit un service d’urgences 24h/24 et possède un SMUR et un héliport. Il a de plus un service de radiologie (scanner hélicoïdal, ultrasons) et un laboratoire.
Le site gère en outre deux unités d’hébergement médico-social de type gériatrique et psychogériatrique (longs et courts séjours).
L'hôpital est situé en pleine nature, au bord des gorges du Nozon.

### Historique
En 1852, l’Institution des Diaconesses, fondée par le pasteur Louis Germond, s’installe dans l’ancien Hôtel des Bains du site de St-Loup. Les sœurs reçoivent des malades et forment des soignantes. Une souscription publique permet la construction d'un nouvel hôpital en 1897. En 1985, St-Loup et l’hôpital d’Orbe fusionnent. Restant propriétaire des bâtiments, la communauté des Diaconesses se retire alors de la direction active de l’hôpital. Les façades des bâtiments anciens sont conservées au titre de patrimoine architectural.

## Hôpital de Chamblon
L’hôpital de Chamblon est un centre de traitements et réadaptation (CTR). Il prend le relais des soins aigus et est consacré à la réadaptation des patients, à la prise en charge de cas de soins palliatifs et à l’hébergement médico-social (courts et long séjours). Sa capacité d’accueil est de 61 lits de réadaptation/soins palliatifs, de 25 lits d’hébergement et de 7 lits pour les courts-séjours et les attentes de placement. Il engage environ 160 personnes. Il possède une unité d’accueil temporaire (UAT) qui offre aux personnes âgées de la région repas, soins et programme d’activités.
Le bâtiment principal, datant de 1973, contient le CTR ainsi que 7 lits d’hébergement.

### Historique
Le CTR de Chamblon est initialement un hôpital pour tuberculeux en 1931 avant de devenir en 1960 un hôpital pour malades chroniques non contagieux puis, dès 1973, un hôpital gériatrique. Il est reconnu en 1989 Centre de Traitement et de Réadaptation. Depuis 1999, soit l’année de la fusion avec l’hôpital d’Yverdon, le laboratoire, la pharmacie et le magasin ont été transférés à Yverdon.

## Hôpital d’Orbe
L’hôpital d’Orbe est un centre de traitements et réadaptation (CTR). Il est consacré à la réadaptation des patients ainsi qu'à la prise en charge de cas de soins palliatifs aigus spécialisés. Sa capacité d’accueil est de 44 lits. Il possède une unité d’accueil temporaire (UAT Le Verger) qui offre aux personnes âgées de la région repas, soins et programme d’activités. L’hôpital est doté d'une permanence médicale ouverte tous les jours de la semaine. Il organise en outre trois fois par an une École du dos. Il possède un service de radiologie de base.

### Historique
La Fondation de l'hôpital d'Orbe est créée grâce à un legs de Georges de Thienne, syndic de la ville. En 1871, il fait don d’un bâtiment pour la création d’un établissement à but charitable qui devient un hôpital régional de soins aigus. En 1985, l’hôpital d’Orbe fusionne avec l’hôpital de St-Loup, distant de 10 kilomètres. Dès 1992, il est transformé en Centre de traitements et de réadaptation.

## Hôpital La Vallée
L’hôpital La Vallée est situé au Sentier, sur le territoire de la commune du Chenit. Il assure la prise en charge de patients souffrant de problèmes médicaux, chirurgicaux, orthopédiques, gynécologiques, urologiques et oto-rhino-laryngologiques. Il est doté de 60 lits dont 40 lits d’hébergement et de 8 lits de courts-séjours et attentes de placement. Il possède en outre un bloc opératoire, un service de radiologie, un laboratoire et un service d’urgences 24h/24. L'hôpital La Vallée a quitté les Établissements Hospitaliers du Nord Vaudois (eHnv) au 1er janvier 2020. 

### Historique
Entre 1866 et 1873, divers fonds et legs mènent à la création d'un comité qui établit un rapport en vue de la création d'une infirmerie de district comprenant notamment 6 à 7 lits et 1 pavillon d’isolement. Une grave crise horlogère affecte la Vallée de Joux dès 1874, retardant le projet. En 1899, G.-H. Piguet, rentier philosophe résidant à Paris permet de rouvrir le dossier en léguant à la commune du Chenit une maison d’habitation (avec toutes les terres qui en dépendent), pour y établir une infirmerie (Cette maison, qui porte le nom de La Ferme, existe encore en 2011). L'hôpital de la Vallée est inauguré 35 ans plus tard, le 17 novembre 1934.
Entre 1934 et 1978, la direction de l’hôpital est assurée par les diaconesses de St-Loup. Progressivement, le nombre de lits, de médecins et de collaborateurs augmente et l'hôpital devient une fondation indépendante en 1978. Les dernières sœurs de St-Loup quittent l’hôpital en 1981.
En 1962, une convention franco-suisse est signée, permettant aux frontaliers de Bois-d'Amont de se faire traiter et hospitaliser à l’hôpital de la Vallée. Cette convention existe encore en 2011.
Au fil des années, l’hôpital subit plusieurs phases de rénovation. La dernière a lieu entre 2002 et 2005. L'environnement économique et la politique sanitaire du canton de Vaud conduisent à la fusion le 1er janvier 2000 de l’hôpital de La Vallée avec l’hôpital de St-Loup/Orbe (créant ainsi le resHO) puis, en 2005, avec ceux d’Yverdon et Chamblon, donnant naissance aux Établissements Hospitaliers du Nord Vaudois. 
Le Pôle Santé Vallée de Joux a repris au 1er janvier 2020 les missions et les prestations des eHnv pour la région de la Vallée de Joux.

## Permanence médicale de Cossonay
La permanence médicale de Cossonay accueille les patients dès 16 ans, avec et sans rendez-vous. Elle est située au sein d'un centre de santé qui abrite également des cabinets de médecine générale, de physiothérapie et d'ostéopathie.